# Hemicordulia assimilis
Hemicordulia assimilis är en trollsländeart som först beskrevs av Hagen in Selys 1871.  Hemicordulia assimilis ingår i släktet Hemicordulia och familjen skimmertrollsländor. Inga underarter finns listade i Catalogue of Life.